# Вадецкий, Юрий Вячеславович
Юрий Вячеславович Вадецкий — советский хозяйственный, государственный и политический деятель.

## Биография
Родился в 1923 году в Батуми. Член КПСС
Участник Великой Отечественной войны в составе 776-го артиллерийского полка 244 стрелковой дивизии. За боевые заслуги в годы Великой Отечественной войны Юрий Вячеславович был награжден орденом Отечественной войны I степени, орденом Славы III степени, многими медалями.
С 1946 года — в Баку. После окончания с отличием Азербайджанского индустриального института в 1950 г. Юрий Вячеславович был направлен в Объединение "Татнефть", которое в эти годы интенсивно занималось освоением крупнейшего Ромашкинского месторождения. Здесь он с 1951 по 1960 гг., работая на разных должностях, прошел путь от инженера участка буровой конторы до главного инженера треста "Татбурнефть". Работая на буровых предприятиях, Ю.В. Вадецкий внес большой вклад в развитие буровых работ. 
Закончив аспирантуру в декабре 1959 г., он успешно защитил кандидатскую диссертацию.
С 1960 по 1965 гг. он являлся заместителем министра геологии и охраны недр Казахской ССР. В этот период при его участии были открыты крупные месторождения Жетыбай и Узень на Мангышлаке и месторождение Прорва в Гурьевской области. 
С 1965 г. Юрий Вячеславович работал в Институте геологических наук (г. Минск). С 1967 по 1973 гг. был заместителем начальника Управления геологии при Совете Министров Белорусской ССР, затем – заместителем директора ВНИИБТ – директором Пермского филиала ВНИИБТ (1973–1979) и директором ВНИИБТ в г. Москве (1979–1986).
В 1981 г. Ю.В. Вадецкий успешно защитил диссертацию на соискание ученой степени доктора технических наук.
С 1986 по 2006 гг. Юрий Вячеславович занимал должность заместителя Генерального директора ВНИИОЭНГ по научной работе. В этот период он отдавал много сил издательской деятельности института. Был главным редактором журналов "Оборудование и технологии для нефтегазового комплекса" и "Строительство нефтяных и газовых скважин на суше и на море".
Им написан учебник "Бурение нефтяных и газовых скважин", выдержавший шесть изданий при жизни автора. Три издания были выпущены после его смерти по запросу институтов в 2018, 2020 и 2022 гг. За этот учебник Ю.В. Вадецкий в 1988 г. был удостоен Государственной премии СССР.
Большой производственный опыт и всесторонние глубокие знания снискали ему заслуженный авторитет среди нефтяников и буровиков, научных сотрудников и учащихся высших и средних учебных заведений, которые и сегодня пользуются печатными трудами, вышедшими по инициативе и под руководством Ю.В. Вадецкого – это и трехтомник "Нефтегазовой энциклопедии" и "Энциклопедический справочник по бурению на нефть и газ".
Умер в Москве 25 октября 2006 года.